# Christa Moering
Christa Moering (* 10. Dezember 1916 in Beesenstedt, Provinz Sachsen; † 9. Juni 2013 in Wiesbaden) war eine deutsche Malerin und Galeristin.

## Leben
Christa Moering wurde 1916 in Beesenstedt in der preußischen Provinz Sachsen geboren und wuchs mit zahlreichen Geschwistern in einem evangelischen Pfarrhaus auf. Als 20-Jährige besuchte sie die Kunstgewerbeschule in Stettin, wo der Maler Vincent Weber zu ihren Lehrern zählte. Ihr Kunststudium führte sie auch nach Leipzig, Berlin und Frankfurt am Main. Durch ihre Ehe mit dem Maler Alo Altripp kam sie 1942 nach Wiesbaden. Zu ihrem künstlerischen Freundes- und Bekanntenkreis zählten über die von ihr 1950 gegründete Künstlergruppe 50 unter anderen Lisa Kümmel, Hanna Bekker vom Rath, Ludwig Meidner, Ernst Wilhelm Nay, Hans Laabs, Karl Fred Dahmen und Bele Bachem. 1956 eröffnete sie ihre Galerie in der Wiesbadener Martinstraße. Das Atelier Moering bestand 43 Jahre, zeitweise auch in der Solmsstraße.
Sie starb 96-jährig im Juni 2013 in einem Wiesbadener Altenheim.

## Auszeichnungen
Am 21. März 1996 wurde sie zur 24. Ehrenbürgerin der Stadt Wiesbaden ernannt. Mit der Verleihung wurden die herausragenden Verdienste Moerings gewürdigt, die sie sich im Laufe ihres 50-jährigen künstlerischen Wirkens in Wiesbaden als Malerin, Galeristin, ausstellende Künstlerin, Lehrerin von Malschülern und Förderin von Talenten erworben hat. Außerdem wurden ihr die Bürgermedaille in Silber und das Bundesverdienstkreuz am Bande (9. Oktober 1978) verliehen.
Am 26. November 2008 enthüllte sie als Namenspatin das erste Straßenschild des neuen Künstlerviertels in Wiesbaden.